# Дарий I
Да́рий I Великий (др.-перс. 𐎭𐎠𐎼𐎹𐎺𐎢𐏁, Dārayavahuš) — царь Ахеменидской державы, правил в 522—486 годах до н. э.
При Дарии I владычество Персии простиралось от Египта до Индии и охватывало более 80 народов. От времени его царствования сохранилось много тысяч клинописных текстов: наскальные надписи на древнеперсидском языке с параллельными переводами на эламский и аккадский, много тысяч хозяйственных, юридических, административных и религиозных текстов на разных языках с информацией об экономике, общественном укладе и культуре Ахеменидов. Время царствования Дария было периодом наибольшего расширения могущества Ахеменидов, но уже при нём стала обнаруживаться слабость государства.

## Восшествие на престол
Дарий I, представитель младшей линии Ахеменидов, сын Виштаспы (с др.-греч. — «Гистаспа»), был провозглашён царём заговорщиками после убийства Гауматы. По вступлении на престол ему исполнилось 28 лет. Для окончательного закрепления своих прав на царскую власть Дарий женился на дочери Кира II Великого Атоссе.

## Восстание подвластных стран

### Мятеж эламитов и вавилонян
Своё правление Дарий начал с того, что восстановил все привилегии персидской знати, отменённые Гауматой. Это вызвало резкую оппозицию у подвластных персам народов. Первыми восстали эламиты и вавилоняне. В Эламе некий Ассина провозгласил себя царём Элама, но был связанным доставлен к персидскому царю, который его казнил.
Вавилоняне восстали под руководством Нидинту-Бела, который объявил себя Навуходоносором, сыном Набонида. Уже к 3 октября 522 года до н. э., то есть всего несколькими днями позже убийства Гауматы, Нидинту-Бел был признан царём в Сиппаре, Борсиппе и в других городах Вавилонии. Восстание вавилонян обрело настолько широкий размах, что Дарий счёл необходимым лично возглавить поход против них. Войско вавилонян заняло оборону возле Тигра, прикрывая переправы через реку, но Дарий, посадив своих воинов на верблюдов, лошадей и на надутые меха, переправился вплавь через Тигр и внезапным ударом рассеял армию вавилонян (24-й день месяца ассиядия — 13 декабря 522 года до н. э.). Через 6 дней (2-й день месяца анамака — 18 декабря) у города Зазана на Евфрате произошло второе сражение Дария с восставшими. Вавилоняне вновь потерпели поражение, большая часть их армии была прижата к реке и сброшена в воду. Нидинту-Бел бежал и укрылся в Вавилоне. Дарий взял мятежный город. Нидинту-Бел и другие 48 руководителей восстания были преданы казни. Не исключено, что Нидинту-Бел действительно был сыном Набонида, после пленения которого прошло всего 17 лет. На Бехистунском рельефе Нидинту-Бел изображён пожилым человеком. Не лишено интереса и то, что после захвата Нидинту-Бела в плен, Дарий не стал его показывать народу, как обычно поступал с самозванцами, выдающими себя за представителей древних династий.
О восстании вавилонян говорит и Геродот, но относит его ко времени более позднему и рассказывает такие подробности, которые едва ли совместимы с повествованием Бехистунской надписи. Вавилоняне крайне ожесточены. Они убивают большинство женщин, как лишние рты; Дарий осаждает бесплодно Вавилон двадцать месяцев, испытывая только издевательства осаждённых. Не помогает и пример Кира (отведение реки), и Вавилон падает только благодаря самопожертвованию Зопира, который изувечил себя и перебежал к врагам якобы из мести Дарию, подвергшему его увечью, и затем, сделавшись полководцем вавилонян, передал город Дарию. Последний срывает укрепления Вавилона, казнит три тысячи вавилонян и заставляет остальных жениться на иногородних женщинах, так как своих они истребили. Зопир за свою преданность назначается сатрапом Вавилонии. Видно тут отразилось семейное предание, записанное Геродотом со слов перебежавшего к грекам Зопира, внука того героя Зопира, сатрапа Вавилонии. Однако для времени продолжительной осады указанной Геродотом у нас нет соответствующих хронологических рамок.
Хотя надписей, оставленных самозванцем, не сохранилось, но следы восстания можно усмотреть в нескольких контрактах банкирской конторы Эгиби и сыновей. Они помечены именем «Навуходоносора, царя Вавилона» и именами свидетелей — сыновей Эгиби, тождественных тем, которые подписывались на контрактах времени Камбиса, Лжебардии и Дария, следовательно не могут относиться ко времени великого Навуходоносора II. Годом «начала царствования» Навуходоносора III датированы за подписью Итти-Мардук-балату сына Эгиби таблички с 10 числа 7-го месяца до 21 числа 9-го месяца, следовательно, царствование самозванца Нидинту-Бела продолжалось не более 3-х месяцев. Кроме того найдена табличка, датированная 6-м числом 10 месяца «начала царствования Дария» (22 декабря 522 года до н. э.); следовательно, уже через четыре дня после битвы при Зазане Вавилон был во власти Дария, и о продолжительной осаде не может быть и речи.

### Восстания в Маргиане и Эламе
Пока Дарий был занят карательными действиями в Вавилонии, против него восстали Персия, Мидия, Маргиана, Парфия, Армения, Саттагидия, Сагартия, сакские племена Средней Азии, Египет и во второй раз Элам.
В Маргиане некий Фрада объявил себя царём и возглавил борьбу против Дария. Против восставших выступил сатрап Бактрии Дадаршиш, оставшийся верным Дарию. 10 октября 522 года до н. э. маргиане потерпели поражение. Вслед за этим последовала резня, во время которой каратели убили более 55 200 человек и почти 7 тысяч маргиан были взяты в плен и затем проданы в рабство. Уже одни эти цифры показывают, что восстание в Маргиане было всенародным движением.
В Эламе восстание возглавил перс Мартия, который объявил себя царём Элама, под именем Хумпаникаша. Дарий двинул войска на подавление этого мятежа, но эламиты, испугавшись предстоящей расправы, сами убили Мартию.

### Восстание в Персии и Арахосии
В самой Персии под именем сына Кира II Бардии соперником Дария выступил перс Вахьяздата, нашедший среди народа большую поддержку. Во второй половине декабря 522 года до н. э. восстание в Персии приняло такой широкий размах, что Вахьяздата вёл борьбу в Арахосии, отдалённой от Персии на сотни километров.
29 декабря 522 года до н. э. в Арахосии у крепости Капишаканиш произошло сражение между войском, посланным туда Вахьяздатой, с одной стороны и армией сохранившего верность Дарию сатрапа Арахосии Виваны, с другой, но эта битва, в которой погибло 303 сторонника Вахьяздаты, не принесла решительной победы ни одной из сторон. 21 февраля 521 года до н. э. в области Гандутава Вивана одержал решительную победу над мятежной армией. Восставшие потеряли 4579 человек убитыми в этом сражении и отступили в крепость Аршада. В марте крепость Аршада — этот последний оплот восставших в Арахосии была захвачена войсками Виваны, руководители мятежной армии казнены.
25 мая 521 года до н. э. полководец Дария Артавардия в Персии у города Раха нанёс поражение основной армии Вахаяздаты. Восставшие потеряли убитыми 4404 человека. Вахъяздата бежал; собрал новое войско, но 16 июля 521 года до н. э. вновь потерпел поражение, потеряв убитыми 6246 и пленными 4464 человек. Вахъяздата был захвачен в плен и вместе со своими 52 ближайшими помощниками посажен на кол.

### Мятеж в Мидии, Парфии и Гиркании
В Мидии мидянин Фравартиш (греч. Фраорт II), который утверждал, что он происходит из рода мидийского царя Киаксара, объявил себя царём и за короткое время захватил всю территорию Мидии. Вскоре к мятежу Фравартиша примкнули Парфия и Гиркания.
Против восставших мидян Дарий направил своего полководца Видарну, одного из семи участников заговора против Гауматы. 12 января 521 года до н. э. у города Маруш, находящегося где-то между современными Керманшахом и Кангаваром, Видарна сразился с восставшими. Последние потеряли в этом сражении 3827 человек убитыми и 4329 попало к персам в плен. Хотя, по словам Дария, его «войско наголову разбило мятежную армию», однако в действительности битва окончилась безрезультатно, так как Видарна после этого в течение нескольких месяцев воздерживался от дальнейших военных действий. 8 марта 521 года до н. э. отец Дария, сатрап Парфии Гистасп (персид. Виштаспа) в сражении у города Вишпаузатиш одержал победу над войском парфян и гирканцев, примкнувших к мятежу Фравартиша; 6346 мятежников было убито и 4336 взято в плен.
Весной 521 года до н. э. положение в Мидии стало настолько опасным, что Дарий во главе большой армии лично выступил против Фравартиша. 7 мая в сражении у города Кундуруш Дарий нанёс сокрушительное поражение армии мятежников. Мидяне в этом сражении потеряли почти 34 500 человек убитыми и 18 тысяч мятежников попало в плен. Фравартиш с небольшим числом приближенных бежал в город Раги. Высланное в погоню за ним войско схватило Фравартиша и доставило его к Дарию, который лично жестоко расправился с ним. Он отрезал ему нос, уши и язык, а затем выколол глаза. После чего Фравартиш был посажен на кол в Экбатане, а его ближайшие помощники распяты (июнь 521 года до н. э.).
Затем Дарий послал войско, подавившее мятеж мидян, на помощь своему отцу Гистаспу в Парфию. Усилившись подошедшим подкреплением, Гистасп 12 июля 521 года до н. э. в сражении у города Патиграбана наголову разбил мятежное войско парфян и гирканцев. 6570 мятежников было убито и 4192 попало в плен. 80 человек во главе с вождём восставших (его имя в надписи на Бехистунской скале не приводится) были казнены.

### Военные действия в Армении и Сагартии
Для подавления мятежа в Армении Дарий послал войско под командованием полководцев Дадаршиша и Ваумису. В декабре 522 года до н. э. мятежная армия начала продвигаться на юг и вторглась в провинцию Ассирия. Ваумиса выступил навстречу ей и 31 декабря в местности Изара вступил с восставшими в бой. Хотя Бехистунская надпись утверждает, что мятежники были разбиты наголову, но, по-видимому, наоборот поражение потерпела царская армия, так как после этого Ваумиса в течение 5 месяцев уклонялся от активных военных действий. А в помощь ему Дарий был вынужден послать ещё одну армию под командованием верного ему армянина Дадаршиша. 21 мая 521 года до н. э. Дадаршиш разгромил армян в сражении у селения Зуза. Через 6 дней, 27 мая, он вновь одержал победу в сражении у крепости Тигра. 21 июня им была одержана третья победа у крепости Виама. В конце июня Ваумиса одержал окончательную победу над восставшими армянами. Таким образом, после 7 месяцев борьбы и ходе 5 сражений восстание в Армении было ликвидировано. Общее число убитых в этих сражениях армян составило 5097 человек и 2203 было взято в плен.
В Сагартии некий Чиссатахма объявил себя царём, утверждая, что он происходит из рода Киаксара. На подавление этого мятежа Дарий послал верного ему мидийца Тахмаспаду. Чиссатахма потерпел поражение, был пленён и доставлен к Дарию. Последний отрезал ему нос, уши и выколол глаза. Затем Чиссатахма был посажен на кол в Арбелах.

### Новое восстание вавилонян
Пока Дарий был занят подавлением всех этих мятежей, против него вновь восстали вавилоняне. Восстание возглавил армянин Араха, выдающий себя за сына Набонида Навуходоносора. Таким образом, вавилоняне готовы были идти даже за чужеземцем, и даже после примерного разгрома, учинённого Дарием чуть более полугода назад. К 16 августа 521 года до н. э. ему удалось захватить всю страну, о чём свидетельствуют документы, датированные его правлением из Вавилона, Борсиппы, Сиппара, Урука. Дарий поручил подавить этот мятеж полководцу Интаферну. 27 ноября 521 года до н. э. восставшие были разгромлены, потеряв убитыми 2500 человек, а руководители мятежа пленены и посажены на кол в Вавилоне.
Сохранились две контрактные таблички, помеченные первым годом Навуходоносора; и они без сомнения относятся к Араху-Навуходоносору IV, так как они подписаны уже другим хозяином фирмы, а именно Мардук-Насирпалом, сыном ранее упомянутого Итти-Мардук-балату, сына Эгиби. Очевидно, отец его умер в первый год Дария, может быть, даже был убит во время второго бунта. Эти контракты датированы 6-м и 7-м месяцем, что уже само указывает на кратковременность мятежа.
Несмотря на двукратный мятеж, Дарий всё же пощадил Вавилон и оставил за ним значение столицы. По-прежнему документы датировались именем Дария, «царя Вавилона, царя Стран». Официальные надписи, копии Бехистунской и другие ставились и здесь на вавилонском языке. Но коронации и царские выходы в день Нового года, видно, были отменены. Геродот говорит даже, что Дарий имел намерение увезти из Вавилона его палладий — золотую статую Мардука, но «не посмел»; другими словами, только в силу какой-то неизвестной нам причины он не исполнил своего намерения покончить с Вавилоном как с царством. Во всяком случае с Мардуком царь не считался: в копиях с Бехистунской надписи, выставленных в Вавилоне, он называет одного Ахурамазду.

### Очередное восстание эламитов и поход против саков
В 520 года до н. э. в третий раз восстали эламиты, которые провозгласили своим царём некоего Атамайту (элам. Аттахамити-Иншушинак). Против них двинулся персидский полководец Гаубаруву (Гобрий). Эламиты потерпели поражение, а Атамайта попал в плен, был доставлен к Дарию и казнён.
В 519 году до н. э. Дарий предпринял большой поход против саков, обитающих в степях Средней Азии. Можно предположить, что во время этого похода Дарий достиг нижнего междуречья Амударьи и Сырдарьи, а также области, населённой племенем апасиаков. Помещённый в конце Бехистунской надписи на одном древнеперсидском языке рассказ, по-видимому, имеет в виду этот поход. Если судить по тому, как строки надписи размещены по отношению к рельефу, заключительный эпизод с походом против саков был добавлен позднее, причём, чтобы новый текст мог поместиться, его пришлось частично нанести на первоначальный рельеф. Именно здесь надпись пострадала; можно прочесть лишь следующее: «…Я двинулся на землю Сака… переправился… убил; другого взяли в плен и привели ко мне связанным; я убил его… по имени Скунха, которого взял в плен… Другого поставил начальником, как и была моя воля. Страна стала моей.» В числе подвластных ему народов Дарий упоминает в своей надгробной надписи в Накше-Рустаме «Сака Хумаварка», а в суэцком иероглифическом тексте — «саков с острыми шапками» и «саков концов земли». Но, несмотря на эти успехи, персам так и не удалось полностью подчинить себе племена среднеазиатских саков.

### Военные действия в Африке
Египет в Бехистунской надписи прямо включён в список стран, охваченных восстанием, однако факт подавления здесь мятежа в тексте не упомянут, так что вопрос о том, в самом ли деле Египет взбунтовался, остаётся дискуссионным. Из Геродота известно, что смуты были и в греческой Кирене, изгнавшей за жестокость подчинившегося Камбису Аркесилая III. Когда он был убит в Барке, мать его Феретима обратилась за помощью к персидскому наместнику Египта Арианду. Последний, ухватившись за этот предлог, и сам мечтая подчинить ливийские племена и греков Киренаики, послал ей в помощь персидское войско и флот. Пройдя через Ливию, где лишь немногие племена подчинялись персидскому царю, персы осадили Барку. После девяти месяцев осады, жители Барки сдались в ответ на условие, что персы не будут чинить в городе разрушений, тем не менее, они были обращены в рабство и уведены в Персию, где были поселены в Парфии. Главные же виновники гибели Аркесилая III были выданы Феретиме, которая приказала посадить их на колья вокруг города, а их жёнам отрезать груди и развесить их на городской стене. После этого персидское войско двинулось в обратный путь, проходя мимо Кирены, персы попытались захватить и этот город, но не добились успеха. На обратном пути много отставших персов погибло из-за нападений ливийцев.
Вероятно, к этому же времени можно отнести и завоевание персами Куша (Нубии). Даже отдалённые карфагеняне признавали власть Дария. Юстин сообщает, будто в Карфаген прибыли персидские послы и объявили требование великого царя не приносить в жертву людей, не есть собак и не хоронить покойников в земле. Карфагеняне согласились, но отклонили предложение о союзе против греков. Хотя ожидалось скорее обратное; вероятно, рассказ является перенесением на более древнее время религиозной исключительности зороастризма более позднего периода. Трудно сказать, до какой степени Карфаген признавал власть персов. Во всяком случае, в Накше-Рустамском перечне подвластных народов, рядом с африканскими Кушем, Пунтом и максиями (ливийцами) присутствует «Карха», что означает Карфаген.
Впоследствии Дарий, согласно Геродоту, казнил Арианда, ставшего вести себя независимо и даже начавшего чеканить собственную монету, что было прерогативой только царя. На его место был назначен перс Ферендат. Полиен, напротив, говорит, что сами египтяне восстали, негодуя на жестокость Арианда. Дарий отправился через Аравийскую пустыню в Мемфис и застал в Египте траур по Апису. Он объявил 100 талантов награды за нахождение нового Аписа и этим привлёк к себе египтян, которые оставили мятежников. Считается, что это произошло в 4-й год Дария, то есть в 518 года до н. э., от которого у нас есть стела из Серапеума с надписью о смерти Аписа. Но такая же надпись есть и от 31-го года Дария, да и вообще этот рассказ несколько похож на вымысел. Диодор говорит, что египтяне очень ценили Дария за то, что он старался загладить проступки Камбиса, и считали его одним из своих законодателей. Говорит также, что жрецы не позволили ему поставить свою статую рядом со статуей Сесостриса, ибо последний покорил скифов, а он нет. Вздорность этого рассказа очевидна уже из того, что скифы упоминаются в перечне подвластных народов, но он характерен для египетских преданий позднего времени. Во всяком случае, во всё последующее время царствования Дария Египет оставался спокоен; сохранились демотические документы, датированные ещё 35-м годом его царствования. В Демотической хронике говорится, что египтяне были послушны Дарию «из-за превосходности его сердца».
В Египте Дарий выступает как фараон и с именем Сетут-Ра («Потомок Ра»). Известно, что он был лично в Египте, известно также, что от его имени предпринимались храмовые постройки и в Нильской долине, и в Великом оазисе. Хаммаматские рудники деятельно эксплуатировались для храмовых построек в царствование Дария; ведали ими частью туземные (например, Хнумабра, возводивший свою генеалогию к обожествлённому Имхотепу), частью персидские архитекторы, настолько подвергшиеся влиянию египетской культуры, что они молились египетским богам, и надписи их сделаны египетскими иероглифами. Имя Дария I встречается на египетских памятниках чаще, чем имена всех остальных персидских царей, вместе взятых.
На надписи Дария, повествующая о великом деле проведения канала через Вади-Тумилат, от Нила к Красному морю персидский царь выступает настоящим фараоном: его изображение помещено под крылатым солнечным диском; божества двух половин Нила связывают под его именем оба Египта; здесь же, несколько приспосабливаясь к древнеегипетскому стилю, символически изображён перечень подвластных персидскому царству народов. Тут находятся иероглифические изображения таких стран, которые никогда, ни раньше, ни позже не встречаются в египетских текстах. Половина имён не сохранилась, и мы не знаем, были ли в их числе Пунт и Куш, упоминаемые в Накше-Рустамской надписи. Возможно, что притязание на владение Пунтом вытекает из возобновления мореплавания по Красному морю. На надписи Дарий с гордостью говорит: «Я перс, и из Персии подчинил Египет». Эти слова, вероятно, не формальная фраза, а намёк на имевшее место усмирение волнения, возбуждённого Ариандом.
О подчинении Египта говорится и на статуе самого Дария, найденной в Сузах. Персидский текст гласит: «Эту каменную статую царь Дарий повелел завершить в Египте, чтобы любой, кто будет обладать ею в будущем, знал, что человек из Персии стал владетелем Египта». На базе статуи египетскими иероглифами перечислены сатрапии. Оригинальная статуя, вероятно, происходит из храма Ра в Гелиополе, и, кажется, подобные скульптуры, представляющие Дария, были установлены также в некоторых других храмах Египта. Мнения о том, является ли статуя, которой мы располагаем, египетской версией или персидской копией, разделились; но оригинал вполне мог быть послан из Египта Ксерксом для возможной реставрации (у статуи отсутствует голова), после очередного восстания в Египте.
| G5 |

| G5 |

| Y5 · Aa1 · F34 |

| Y5 · Aa1 · F34 |

| A21 | V30 | M24 | N36 |

| A21 | V30 | M24 | N36 |

| nswt&bity |

| nswt&bity |

| N5 | S29 | X1 · X1 | G43 |

| N5 | S29 | X1 · X1 | G43 |

| N5 | S29 | X1 · X1 | G43 |

| N5 | S29 | X1 · X1 | G43 |

| N5 | S29 | X1 · X1 | G43 |

| N5 | S29 | X1 · X1 | G43 |

| N5 | S29 | X1 · X1 | G43 |

| N5 | S29 | X1 · X1 | G43 |

| C2 | C12 | N36 |

| C2 | C12 | N36 |

| C2 | C12 | N36 |

| C2 | C12 | N36 |

| C2 | C12 | N36 |

| C2 | C12 | N36 |

| C2 | C12 | N36 |

| C2 | C12 | N36 |

| M17 | Y5 · N35 · N5 · Z1 | V31 · O4 | D58 | X1 · O49 | O29V | R8 | D40 · F23 | N36 |

| M17 | Y5 · N35 · N5 · Z1 | V31 · O4 | D58 | X1 · O49 | O29V | R8 | D40 · F23 | N36 |

| M17 | Y5 · N35 · N5 · Z1 | V31 · O4 | D58 | X1 · O49 | O29V | R8 | D40 · F23 | N36 |

| M17 | Y5 · N35 · N5 · Z1 | V31 · O4 | D58 | X1 · O49 | O29V | R8 | D40 · F23 | N36 |

| M17 | Y5 · N35 · N5 · Z1 | V31 · O4 | D58 | X1 · O49 | O29V | R8 | D40 · F23 | N36 |

| M17 | Y5 · N35 · N5 · Z1 | V31 · O4 | D58 | X1 · O49 | O29V | R8 | D40 · F23 | N36 |

| M17 | Y5 · N35 · N5 · Z1 | V31 · O4 | D58 | X1 · O49 | O29V | R8 | D40 · F23 | N36 |

| M17 | Y5 · N35 · N5 · Z1 | V31 · O4 | D58 | X1 · O49 | O29V | R8 | D40 · F23 | N36 |

| G39 | N5 |

| G39 | N5 |

| N18 · E23 | V4 | M8 |

| N18 · E23 | V4 | M8 |

| N18 · E23 | V4 | M8 |

| N18 · E23 | V4 | M8 |

| N18 · E23 | V4 | M8 |

| N18 · E23 | V4 | M8 |

| N18 · E23 | V4 | M8 |

| N18 · E23 | V4 | M8 |

| N18 · D21 | G43 | M8 |

| N18 · D21 | G43 | M8 |

| N18 · D21 | G43 | M8 |

| N18 · D21 | G43 | M8 |

| N18 · D21 | G43 | M8 |

| N18 · D21 | G43 | M8 |

| N18 · D21 | G43 | M8 |

| N18 · D21 | G43 | M8 |

| V13 · D21 | M17 | M17 | G43 | M8 |

| V13 · D21 | M17 | M17 | G43 | M8 |

| V13 · D21 | M17 | M17 | G43 | M8 |

| V13 · D21 | M17 | M17 | G43 | M8 |

| V13 · D21 | M17 | M17 | G43 | M8 |

| V13 · D21 | M17 | M17 | G43 | M8 |

| V13 · D21 | M17 | M17 | G43 | M8 |

| V13 · D21 | M17 | M17 | G43 | M8 |

| W25 | N18 · D21 | G43 | M8 |

| W25 | N18 · D21 | G43 | M8 |

| W25 | N18 · D21 | G43 | M8 |

| W25 | N18 · D21 | G43 | M8 |

| W25 | N18 · D21 | G43 | M8 |

| W25 | N18 · D21 | G43 | M8 |

| W25 | N18 · D21 | G43 | M8 |

| W25 | N18 · D21 | G43 | M8 |

| W25 | U33 | E23 | M8 |

| W25 | U33 | E23 | M8 |

| W25 | U33 | E23 | M8 |

| W25 | U33 | E23 | M8 |

| W25 | U33 | E23 | M8 |

| W25 | U33 | E23 | M8 |

| W25 | U33 | E23 | M8 |

| W25 | U33 | E23 | M8 |

| W25 | U33 | E23 | M17 | M17 | V4 | M8 |

| W25 | U33 | E23 | M17 | M17 | V4 | M8 |

| W25 | U33 | E23 | M17 | M17 | V4 | M8 |

| W25 | U33 | E23 | M17 | M17 | V4 | M8 |

| W25 | U33 | E23 | M17 | M17 | V4 | M8 |

| W25 | U33 | E23 | M17 | M17 | V4 | M8 |

| W25 | U33 | E23 | M17 | M17 | V4 | M8 |

| W25 | U33 | E23 | M17 | M17 | V4 | M8 |

| W25 | U33 | M17 | M17 | M17 | E23 | M8 |

| W25 | U33 | M17 | M17 | M17 | E23 | M8 |

| W25 | U33 | M17 | M17 | M17 | E23 | M8 |

| W25 | U33 | M17 | M17 | M17 | E23 | M8 |

| W25 | U33 | M17 | M17 | M17 | E23 | M8 |

| W25 | U33 | M17 | M17 | M17 | E23 | M8 |

| W25 | U33 | M17 | M17 | M17 | E23 | M8 |

| W25 | U33 | M17 | M17 | M17 | E23 | M8 |

| N35 · D46 | E23 | E9 · V13 |

| N35 · D46 | E23 | E9 · V13 |

| N35 · D46 | E23 | E9 · V13 |

| N35 · D46 | E23 | E9 · V13 |

| N35 · D46 | E23 | E9 · V13 |

| N35 · D46 | E23 | E9 · V13 |

| N35 · D46 | E23 | E9 · V13 |

| N35 · D46 | E23 | E9 · V13 |

### Причины победы Дария над восставшими
Таким образом, в ходе 20 битв, в которых погибло около 150 тысяч восставших, власть персидского царя была восстановлена на всей территории Ахеменидской державы. Победы Дария над восставшими народами в значительной степени объясняются отсутствием единства между ними.
Дария поддерживали полки царской гвардии (так называемые 10 тысяч «бессмертных»), армия оставшихся верными ему сатрапов и гарнизонные войска, которые, как правило, в каждой области состояли из чужеземцев. Этими войсками Дарий пользовался очень умело, безошибочно определяя, какой мятеж в данный момент наиболее опасен. Не будучи в состоянии вести карательные операции одновременно во всех направлениях, Дарий подавлял одно восстание, а затем ту же армию, при помощи которой подавил первое восстание, бросал против других мятежников.

### Покорение части Индии
Приблизительно в 517 году до н. э. персы покорили северо-западную часть Индии, где в это время было много небольших государственных объединений. В «Бехистунской надписи» Индия не названа среди стран, обязанных проявлять верность Дарию. Вместе с тем в «Персепольской надписи Дария» (DPe), где страна помещена между Арахосией и Гандхарой среди восточных провинций, она упомянута как находящаяся под персидским господством. Индия появляется и в списке подвластных областей на знаменитой гранитной стеле, установленной Дарием в Египте неподалёку от современного Суэца с целью увековечить грандиозные работы по строительству канала, соединившего Нил с Красным морем («Суэцкая надпись»), а также на статуе царя, раскопанной в Сузах. Завоеванию этой территории предшествовала совершенная по распоряжению Дария экспедиция карийского морехода Скилака в Индию, и оттуда через Индийский океан к Аравийскому морю, которая дала необходимые сведения о племенах этих районов. Новая сатрапия, получившая название Индия (Хинду), охватывала долину по среднему и нижнему течению реки Инда.
Удивительно, что мы не имеем почти никакой информации — даже из греческих источников — о таком важном событии в истории империи Ахеменидов, как завоевание Индии. Хотя персидский контроль не распространялся за пределы Пенджаба и Синда (и спорным остаётся вопрос о том, насколько далеко на восток Пенджаба этот контроль доходил), всё-таки дань, поступающая из этой провинции, предположительно была самой высокой: 360 талантов чистого золотого песка ежегодно.

### Завоевания в бассейне Эгейского моря
Одновременно продолжались завоевания и в бассейне Эгейского моря, где остров Самос был последним крупным независимым государством с сильным военным флотом. Тиран Самоса Поликрат был в 522 году до н. э. предательски убит персидским сатрапом Лидии Оретом, а островом стал править секретарь Поликрата Меандрий. Около 517 года до н. э. персидская армия во главе с Отаной, одним из 7 заговорщиков, участвовавших в убийстве Гауматы, после внезапного нападения захватила Самос. Остров был опустошён и включён в состав Персидской державы, а его вассальным правителем был назначен Силосон, брат Поликрата, который ещё до возвышения Дария был знаком с ним и сумел оказать ему однажды небольшую услугу. В том же 517 году до н. э. признал персидскую власть и остров Хиос.

## Реформы Дария

### Административное деление
После этого Дарий провёл ряд реформ. Он разделил государство на административно-податные округа, которые назывались сатрапиями.
В основном границы сатрапий совпадали со старыми государственными и этнографическими границами стран, входивших в состав Ахеменидской державы. Во главе округов стояли так же, как и раньше, сатрапы, только теперь они назначались не из местных чиновников, а из среды персов, в руках которых были сосредоточены все руководящие позиции страны. При Кире II и Камбисе II в руках сатрапов были объединены гражданские и военные функции. Теперь же сатрапы превратились исключительно в гражданских наместников. В мирное время в распоряжении сатрапов находилась только небольшая личная охрана. Что же касается армии, то её возглавляли военачальники, которые были независимы от сатрапов и подчинялись непосредственно царю.
Однако после смерти Дария разделение военных и гражданских функций не соблюдалось строго. Сатрапы и военачальники были тесно связаны с центральным управлением и находились под постоянным контролем царя и его чиновников, особенно тайной полиции. Верховный контроль над государством и надзор за всеми чиновниками был доверен хазарапату, который одновременно являлся новоначальником гвардии царя.

### Налогообложение
Реформы Дария привели к значительным изменениям в системе аграрных отношений. У покоренных народов была отобрана часть земли. Эту землю Ахемениды раздали большими поместьями в полновластное и наследственное владение членам царской семьи, представителям персидской знати, крупным чиновникам и т. д. Такие земельные владения были освобождены от уплаты государственных налогов. Вместе с тем широко применялась такая система землепользования, когда царь сажал на землю своих воинов, которые обрабатывали выделенные наделы коллективно целыми группами, отбывали воинскую повинность и платили определённую денежную и натуральную подать.
Около 518 года до н. э. Дарий установил новую общегосударственную налоговую систему. Все сатрапии обязаны были платить строго зафиксированные для каждой области денежные налоги, устанавливаемые с учётом количества обрабатываемой земли и степени её плодородности. Налогами были впервые обложены также и храмы в покорённых областях. Сами персы, как господствующий народ не платили денежных налогов, но, по-видимому, не были освобождены от натуральных поставок. Остальные народы, в том числе и жители автономных государств (напр. финикийцы, киликийцы и т. д.), платили в год в общей сложности около 7740 вавилонских талантов серебра (более 230 тонн). При этом большая часть этой суммы приходилась на народы наиболее экономически развитых стран Малой Азии, Вавилонии, Финикии, Сирии и Египта. Страны, лишённые собственных серебряных рудников, для внесения подати должны были приобретать серебро путём продажи продуктов земледелия и ремесла, что содействовало развитию товарно-денежных отношений.

### Монетная система
После 517 года до н. э. Дарий ввёл в Ахеменидской державе монетную единицу, составляющую основу единой для всей империи денежной системы, а именно золотой дарик весом 8,4 г. Чеканка золотой монеты была прерогативой только персидского царя. Благодаря тому, что дарик содержал всего 3 % примеси, он в течение нескольких веков занимал положение основной золотой монеты в торговом мире. Серебряные и более мелкие медные монеты чеканили персидские сатрапы, а также автономные города и зависимые цари.

### Содержание путей сообщения
Для облегчения связи между различными частями огромной державы были проложены широкие дороги, мощённые камнем. Главная из них вела из Суз к Эфесу. На небольшом расстоянии друг от друга по этим дорогам расставлялись конные пикеты, лучшие всадники мчались от одного пункта к другому, чтобы передавать царские письма и посылки (система эстафеты).
Более впечатляющим, хотя, видимо, не столь долговечным деянием Дария стало строительство канала между Нилом и Красным морем. Какой-то водный путь здесь существовал уже в фараоновском Египте, а более значительное предприятие по сооружению канала было начато фараоном Нехо около 600 года до н. э. Проект же, возобновляемый Дарием, опирался на ресурсы мировой империи. Согласно памятной стеле, царь задумал его, когда был ещё в Пасаргадах; позднее (возможно, в 510 году до н. э.) он созвал по этому поводу в Персеполе совещание архитекторов. В Красное море были посланы разведывательные корабли, которые сообщили, что в старом канале (назван так, поскольку он не был достроен при фараоне Нехо) на протяжении восьми итру (около 84 км) нет воды. Согласно Геродоту, канал был заложен Дарием такой ширины, что бок о бок могли плыть две триеры — то есть около 45 м, — и несложно подсчитать, что при его сооружении было выкопано двенадцать с половиной миллионов кубометров земли. Вдоль него стояло по меньшей мере двенадцать стел, каждая более трёх метров высотой, с надписью на четырёх языках — трёх клинописью и одной иероглифической, где перечислялись сатрапии империи. Согласно лучше всего сохранившимся экземплярам, флотилия из 24 судов, нагруженных изделиями египетского производства, была отправлена в Персию лично Дарием, который прибыл в Египет для торжественного открытия великого канала.

«Я повелел, дабы сей канал был прорыт от вод реки Пирав (Нила), протекающей через Египет, до моря, начинающегося от Персии. Он был выкопан, как я и повелел, и корабли поплыли по нему из Египта в Персию, как и была моя воля»
Так говорил великий царь, и льстивый придворный отвечал: «То, что Ваше величество повелело, есть Маат (Маат — „Правда“, как естественный порядок вещей, миропорядок), равно как всё, слетающее с уст Ра, солнечного бога». Канал шёл от Бубастиса на Ниле к современной Исмаилии, затем поворачивал на юго-восток и доходил до Суэцкого залива. Были вырыты также колодцы с питьевой водой. Канал был предназначен не только для церемониальных целей; это была попытка глубже интегрировать Египет внутрь державы с её широкомасштабными связями, но в данном отношении канал имел лишь ограничительный успех, а вскоре он мог просто забиться илом.
О канале Дария рассказывают и античные авторы.

### Развитие международной торговли и строительства
Реформы Дария, образцовое содержание старых торговых путей и строительство новых, восстановление канала от Нила до Красного моря, чеканка монет — всё это способствовало развитию международной торговли в невиданных до того времени масштабах. При Дарии развернулось значительное строительство (храмы в Мемфисе, дворцы в Сузах, и пр.). Дарий I построил новую столицу Парсу, известную грекам как Персеполь («Город Персов»), ставшую четвёртой резиденцией наряду с Пасаргадами, Экбатанами и Сузами.

## Поход против причерноморских скифов

### Продвижение к Дунаю
Дарий, восстановив спокойствие и порядок в своём государстве, ощутил необходимость в большой победоносной войне, которая должна была сблизить разнородные племена его царства и вместе с тем послужить испытанием твёрдости этого союза. На надписи из его гробницы ему прямо влагаются в уста слова: «Копьё персидского воина должно под моей властью проникнуть далее пределов царства». Диодор Сицилийский так характеризует политическую программу этого царя:

«После того как Дарий овладел практически всей Азией, он желал покорить Европу. Его безграничное желание основывалось на уверенности в силах персов; он желал в своих замыслах захватить весь обитаемый мир, думая, что будет позором, если цари, его предшественники, победили наиболее сильные нации, а он, располагающий могущественными армиями, каких никто до него не имел, не совершит поступок, достойный упоминания».
Около 512 года до н. э. Дарий решил совершить поход против причерноморских скифов. От Ктесия мы слышим, что ещё до экспедиции, посланной Дарием, сатрап Каппадокии Ариарамн с флотом в 30 кораблей (пентеконтор) пересёк Чёрное море, совершил набег на скифскую территорию и вернулся с захваченными скифскими мужчинами и женщинами, включая брата скифского царя. Ктесий отнюдь не тот автор, который заслуживает доверия. С другой стороны, переданная в данном сообщении информация весьма правдоподобна; дело в том, что разведка боем была бы совершено естественным предварительным предприятием.
Дарий собрал большой флот из кораблей греческих городов Малой Азии и огромную армию и направился к берегам Чёрного моря. Искусный греческий инженер Мандрокл соорудил мост из судов в самом узком месте пролива Босфор. Огромная персидская армия переправилась по нему на европейское побережье. Ионянам Дарий повелел плыть в Чёрное море до устья реки Дунай (древнегреческое название Истр), а затем по прибытии к Дунаю построить мост через реку и ожидать его там. Сам же Дарий со своим войском двинулся вдоль западного побережья моря. Местные фракийские народы, обитавшие там, подчинились персам, не оказав никакого сопротивления. Только воины племени гетов попытались сопротивляться, но были разбиты и вынуждены присоединиться к войску Дария.

### Вступление в Скифию по Геродоту
Через Дунай был сооружён понтонный мост из судов и, перейдя его, многочисленная армия Дария начала продвигаться на север. Для охраны моста был оставлен греческий контингент из ионийцев с приказом ждать 60 дней, после чего разрушить мост. Скифы не отважились вступить в решающую битву с огромным войском противника и прибегли к своей излюбленной тактике «выжженной земли». Они стали отступать, угоняя с собой скот, уничтожая траву и засыпая источники. При этом скифская конница постоянно нападала на отдельные отряды персидской пехоты и истребляла их.
Скифы, понимая, что они одни не в состоянии отразить полчища Дария в открытом бою, отправили послов к соседним племенам с призывом о помощи. На прошедшем межплеменном совещании присутствовали цари тавров, агафирсов, нёвров, андрофагов, меланхленов, гелонов, будинов и савроматов. Цари гелонов, будинов и савроматов пришли к согласию и обещали помочь скифам. Цари же агафирсов, невров, андрофагов, а также меланхленов и тавров отказались.

### Преследование скифов
Между тем персы напали на одну из частей скифского войска и преследовали её в восточном направлении к реке Танаис (Дон). Скифы перешли реку Танаис, а непосредственно за ними переправились и персы и начали дальнейшее преследование, пока через землю савроматов не прибыли в область будинов. Пока путь персов шёл через Скифию и Савроматию, они не могли опустошать местность, так как она была бесплодной. Проникнув в землю будинов, персы нашли там город, окружённый деревянной стеной. Будины бежали, город опустел и персы предали его огню.
После этого персы продолжали следовать всё дальше за отступающим противником, пока, пройдя через эту страну, не достигли пустыни. Пустыня эта совершенно необитаема, расположена она севернее страны будинов и тянется в длину на семь дней пути. Севернее этой пустыни жили фиссагеты. Дойдя до пустыни, Дарий с войском остановился станом на реке Оаре. Затем царь приказал построить восемь больших укреплений на равном расстоянии — около 60 стадий друг от друга. Пока Дарий занимался этим сооружением, преследуемые им скифы обошли его с севера и возвратились в Скифию. При внезапном исчезновении скифов Дарий велел оставить наполовину завершённые постройки и, так как скифы больше не появлялись, повернул на запад. Отступая далее, скифы решили заманить персов в земли тех племён, которые отказались от союза со скифами, и так как Дарий не прекращал преследования, то скифы, согласно своему военному плану, решили отступать во владения тех племён, которые отказали им в помощи, чтобы вовлечь и их в войну с персами. Прежде всего — в страну меланхленов. Вторжение персов и скифов устрашило меланхленов и они в страхе бежали на север. Затем скифы начали завлекать врага в область андрофагов. Устрашив и этих, они стали отступать в землю нёвров. После этого, наведя страх и на нёвров, скифы отступили к агафирсам. Агафирсы, услышав, как их соседи бежали в страхе перед скифами, послали глашатая, прежде чем те проникли в их землю, с запрещением вступать в их пределы. Агафирсы заявили скифам, что если те всё же посмеют вторгнуться в их страну, то им придётся сначала выдержать смертельный бой с ними — агафирсами. После этого агафирсы выступили с войском к своим границам, чтобы отразить нападение. Скифы же не пошли в страну агафирсов, так как те не желали их пропускать, а стали заманивать персов из страны нёвров в свою землю.

### Отступление армии Дария
Долгое преследование скифов вглубь их территории истощило армию Дария. Тогда персидский царь послал к скифам послов, которые обратились к скифскому вождю — могучему старцу Иданфирсу:
— Зачем вы убегаете от нас, скифы? Если вы считаете себя сильнее — вступайте с нами в бой. А если вы слабее — пришлите нашему владыке «землю и воду» и покоритесь.
 — Мы не убегаем от вас, персы. Мы просто кочуем по своим степям, как привыкли с давних пор, — насмешливо улыбнулся Иданфирс.
Не имея достаточных запасов продовольствия и возможности вступить в открытый бой со скифами, Дарий решил отступить. Постыдно бросив больных и раненых воинов и часть обоза, и оставив свой стан с зажжёнными кострами, чтобы скрыть от скифов внезапное отступление, персы ночью скрытно двинулись в обратный путь.
Отступление проходило по той же дороге, что и вторжение и это отчасти спасло оставшуюся часть войска. Когда скифы поняли, что их провели и бросились преследовать Дария, то они и подумать не могли, что персы пойдут по уже выжженной земле и начали их искать в других местах. Между тем скифы послали своих представителей к мосту на Дунае с заданием уговорить ионян и других греков, оставленных там для охраны, изменить Дарию и разрушить мост. Многие греческие военачальники уже были готовы последовать совету скифов, но тиран Милета Гистией напомнил им, что они правят своими городами только благодаря поддержке Дария и что без него они вряд ли сохранят свою власть. Это возымело действие и мост был сохранён. Через некоторое время утомлённое и значительно поредевшее персидское войско благополучно переправились через Дунай во Фракию.
Хотя скифский поход Дария окончился безрезультатно, но Дарий проник вглубь скифской территории, что дало ему основание включить причерноморских скифов в список подвластных ему народов, под названием «заморские саки»..

## Подчинение Фракии

### Походы военачальника Мегабаза
Из Фракии Дарий вернулся в Иран, оставив своего полководца Мегабаза (др.-перс. Багабухша) завершить покорение областей Геллеспонта и Фракии. Первым городом, захваченным Мегабазом, был Перинф. Овладев Перинфом, Мегабаз повел войско через Фракию и покорил царю все города и народности вдоль побережья. После этого были разгромлены племена пеонов и выселены в Азию.
Когда персидская армия подошла к границам Македонии, Мегабаз послал к македонскому царю Аминте послов с требованием «земли и воды» (то есть покорности), а также заложников в обеспечение мира на будущие времена. Аминта обещал им то и другое и пригласил послов на пир. На этом пиру они были внезапно перебиты вместе со своей свитой, но Геродот возлагает ответственность за это деяние на молодого царевича Александра, сына Аминты. Вскоре после этого персы, конечно, начали тщательные поиски своих пропавших людей. Однако Александр сумел ловко замять это дело. А именно, он подкупил перса Бубара, сына Мегабаза, главу персидских должностных лиц, посланных на розыск пропавших послов, отдав ему огромную сумму денег и свою сестру Гигею.
Эпизод об убиении персидских послов — возможно, придуманная впоследствии патриотическая легенда. Как бы там ни было, исторически достоверно, что Александру I пришлось подчиниться персам и в знак покорности отдать свою сестру в гарем знатного персидского вельможи. Для персов покорение Пеонии и Македонии было необходимо, так как эти области должны были служить плацдармом для похода на Грецию. В Македонии и Фракии были оставлены персидские гарнизоны и обе эти страны образовали сатрапию под названием Скудра.

### Походы военачальника Отаны
Приблизительно в это же время Дарий назначил сатрапом Лидии своего сводного брата Артафрена (др.-перс. Артафарна, букв. «Обладающий Праведной Благодатью»). Командование воинскими силами в северной части Малой Азии было передано в руки перса Отаны, покорителя острова Самос, который заменил на этом посту Мегабаза.
Отана завоевал Византий и Халкедон, овладел Антандром в Троаде и Лампонием. Затем на лесбосских кораблях завоевал Лемнос и Имброс (оба этих острова тогда ещё населяли пеласги). Лемносцы же, правда, мужественно сражались, но всё же после долгого сопротивления были побеждены. Правителем завоёванного острова Лемнос был назначен один из братьев Меандрия, последнего правителя Самоса, Ликорет, также перешедший на службу к персам. Таким образом, персидская власть была установлена по обе стороны Геллеспонта, лишив греков и, прежде всего, афинян возможности получать хлеб с берегов Чёрного моря и корабельный лес из Фракии. Жители завоёванных греческих городов на северном побережье Эгейского моря упоминаются в персидских надписях среди покорённых народов под названием «щитоносные ионийцы».

## Начало греко-персидских войн

### Ионийское восстание
При Дарии начались греко-персидские войны. Временно правивший Милетом Аристагор, родственник тирана Гистиея, пытаясь услужить персам завоеванием острова Наксос в Эгейском море, своими неудачными действиями вызвал их недовольство, и решил сам возглавить выступление против Дария. Оно началось осенью 499 года до н. э. со свержения правивших в греческих полисах тиранов. Одни из них, вслед за Аристагором, сами отказались от власти, другие были изгнаны или казнены. Повсеместно в восставших городах устанавливалась республиканская форма правления. К Милету присоединились и другие греческие города Малой Азии и некоторых прилегающих к побережью островов. Понимая трудность предстоящей борьбы, Милет обратился с просьбой о помощи в Балканскую Грецию, на которую откликнулись только Афины и Эретрия (последняя расположена на острове Эвбея), приславшие соответственно 20 и 5 судов.
По прибытии подкрепления восставшие предприняли активную наступательную операцию, дошли до Сард, резиденции персидского сатрапа Артафрена, и взяли город, кроме цитадели. Случившийся, то ли по небрежности солдат, то ли злому умыслу, пожар привёл почти к полному уничтожению города и гибели весьма почитаемого местными жителями храма Кибелы, что вызвало сильное их возмущение. После этого греки покинули Сарды и вернулись к побережью. Летом 498 года до н. э. греки потерпели поражение в сражении у города Эфес, после чего афиняне отошли от восставших и вернулись в Афины.

### Расширение территории восстания
После ухода афинян, ионийцы направили свой флот к Геллеспонту и захватили там Византий. Большая часть Карии и Ликии перешла на сторону мятежников. Вскоре восстание перекинулось и на остров Кипр. Население острова издавна было смешанным, оно состояло из греков и финикийцев, между которыми издавна шла борьба. Греки примкнули к восставшим, а финикийцы остались верными персидскому царю. Таким образом, восстание охватило районы от Геллеспонта до Кипра. Волнения на Кипре были особенно опасными для персов, так как теперь в руках мятежников оказались значительный военный флот и богатые медные рудники острова. Кроме того, владея Кипром, греки могли блокировать вход финикийских кораблей в Эгейское море.

### Военные действия на Кипре
Восставшие киприоты осадили верный персам город Амафунт. Персидское войско во главе с полководцем Артибием приблизилось на кораблях к Кипру. Туда же был стянут финикийский флот. Тогда на помощь восставшим киприотам прибыли ионийцы. Цари кипрских городов выбрали командиром объединённых сил Онесила, младшего брата убежавшего во время восстания к персам царя греческого города Саламина Горга. В происшедшем морском сражении ионийцы одержали победу над финикийским флотом. Но в бою на суше, из-за того, что часть киприотов изменила общему делу и покинула поле боя, восставшие потерпели поражение. В этом упорном сражении погибли и полководцы обеих армий перс Артибий и киприот Онесил. Персы восстановили в Саламине власть Горга и в течение 497—496 годов до н. э. овладели всем Кипром, потратив на замирение этого острова целый год.

### Разгром восставших
Потерпев поражение в сухопутном бою, ионийцы отступили с Кипра, а персы начали покорять один за другим малоазийские города. В 496 году до н. э. эретрийцы, по примеру афинян, тоже покинули восставших. В конце 496 года до н. э. в упорном сражении у реки Марсия персы нанесли поражение карийцам, примкнувшим к восстанию. В этом бою погибло 2000 персов и гораздо больше карийцев. Отступая, карийцы продолжали сопротивление, и даже удалось уничтожить многих персидских военачальников, заманив их в засаду.
Лидийский сатрап Артафрен и военачальник Отана объединили свои силы и начали планомерно усмирять восставших. Тогда павший духом Аристагор передал власть в Милете одному из граждан города, а сам отправился в область Миркин во Фракии, где вскоре погиб. Среди греков с самого начала не было единства. Не все города и области примкнули к восстанию, а его участники выступали не одновременно, что позволяло персам бить их по частям. В результате, когда весной 494 года до н. э. произошёл решающий морской бой при острове Лада (сейчас он составляет часть материка), защищавшем вход в гавань Милета, самосские и лесбосские корабли ушли домой. Сражение закончилось полной победой персидского флота. Судьба Милета была решена. Осенью 494 года до н. э. он был взят и разграблен, большая часть населения Милета была перебита, а уцелевшие увезены в Сузы, а затем поселены у впадения Тигра в Персидский залив.
Весной 493 года до н. э. финикийский флот захватил острова Хиос и Лесбос, произведя там много разрушений, и города на Геллеспонте.
После подавления восстания в Малой Азии и карательных экспедиций против островов, принявших в нём участие, Персия стала готовиться к походу в Балканскую Грецию. Во главе большой экспедиции, включавшей как сухопутные, так и морские силы, был поставлен племянник и зять Дария Мардоний, женатый на его дочери Артазостре. В составе его войска были и греки из подчинённых персам областей, которых персы постарались задобрить различными уступками.

## Вторжение в Грецию Мардония
В 492 г. до н. э. армия Мардония переправилась через Геллеспонт и двинулась на запад. Рядом вдоль побережья шёл флот. По пути создавались опорные пункты с запасами продовольствия и фуража. В ряде городов оставлялись персидские гарнизоны. Сопротивление армии Мардония оказали лишь некоторые фракийские племена. Македонский царь Александр I занял дружественную персам позицию и разрешил им проход. Однако, когда флот огибал южное побережье Халкидики (мыс Афон), поднявшаяся сильная буря потопила 300 персидских кораблей и унесла жизни 20 тысяч человек. Кроме того, ночью на персидский лагерь напало фракийское племя бригов, которые перебили много персов и ранили самого Мардония. Потерпев такой огромный урон, Мардоний решил вернуться в Азию.
После этого в различные области Греции явились послы Дария с требованием «дать землю и воду», то есть признать верховную власть персов. Многие острова, в том числе и враждовавшая с Афинами Эгина, подчинились этому требованию. Так же поступили некоторые государства материковой Греции. Но в Спарте и Афинах послы Дария были казнены. Это свидетельствовало о готовности бороться за свою независимость. О победе антиперсидских сил в Афинах говорит и тот факт, что Мильтиад, правитель Херсонеса Фракийского, участник восстания 499—493 гг. до н. э., после его поражения бежавший в Афины, родину своих предков, был там отдан под суд за тираническое правление, но оправдан.

## Поход Датиса и Артаферна

### Покорение островов Эгейского моря
В 490 году до н. э. Дарий организует новый поход против Греции, а именно против Афин и Эретрии на острове Эвбея, которых Дарий хотел наказать за помощь ионийцам. Но на этот раз вся армия (около 15 тысяч человек) была погружена на 600 кораблей. Построили специальные суда для перевозки конницы. Командующим флотом был назначен мидиец Датис, а военными действиями на суше должен был руководить Артаферн, сын сатрапа Лидии с тем же именем. Летом 490 года до н. э. флотилия направилась от побережья Малой Азии через острова Эгейды к Эвбее. Первоначально, персы решили покорить город Наксос, на одноимённом острове, который они так и не смогли взять в 499 году до н. э. Жители Наксоса, помня прежнюю осаду, не стали ждать нападения и бежали в горы. Персы обратили в рабство попавшихся в их руки жителей и сожгли святилище и город. На острове Делос, где находился особо почитаемый храм Аполлона, жителям была дана гарантия неприкосновенности; персы всячески подчёркивали, что чтят греческие святыни.
Отплыв с Делоса, персы приставали к островам, набирали там войско и брали в заложники детей островитян. Так, плывя от острова к острову, они прибыли к Каристу — городу на юге острова Эвбея. Каристийцы не дали персам заложников и отказывались воевать против соседних городов, именно против Эретрии и Афин. Поэтому персы начали осаждать их город и опустошать их землю, пока каристийцы не подчинились. Когда жители Эретрии узнали, что персидский флот плывёт против них, то обратились за помощью к афинянам. Афиняне не отказали в поддержке и послали на помощь 4000 своих клерухов, но те, видя бесполезность защиты города, вернулись назад. Эретрийцы заперлись в городе и приготовились к длительной осаде. После шестидневной осады, персы взяли город в результате предательства двух знатных эретрийских горожан. Персы полностью разграбили город, сожгли святилища, а население обратили в рабство.

### Высадка персидского войска в Аттике
Из Эвбеи персидский флот направился к Аттике, но не в Саронический залив, а севернее, к Марафону. Марафонская равнина была удобна для действий персидской конницы. Возможно, что высадиться здесь посоветовал бывший афинский тиран, престарелый Гиппий, сопровождающий персов. Афиняне немедленно выступили навстречу и одновременно отправили в Спарту гонца с просьбой о помощи. Под предлогом того, что они по обычаю не могут выступить до полнолуния, спартанцы отсрочили своё выступление и явились в Афины уже после Марафонского сражения. Первое столкновение с персидской армией афинянам пришлось выдержать одним, к ним присоединился только небольшой отряд (1 тысяча воинов) пограничного с Аттикой беотийского города Платеи.

### Марафонская битва
Контингенты 10 афинских фил (10 тыс. воинов) возглавлялись стратегами. Верховным командующим был архонт-полемарх Киллимах. Но решающую роль в организации и проведении Марафонской битвы сыграл занимавший должность стратега Мильтиад. Он долгое время жил под властью персов, участвовал в их походах и хорошо знал их военную организацию и тактику.
Несколько дней армии стояли друг против друга, не начиная сражения. Персы, возможно, выжидали сигнала своих сторонников в Афинах, афиняне ждали обещанных спартанских подкреплений. Сражение произошло в тот день, когда спартанцы вышли в путь. Персидское командование, рассчитывая застигнуть Афины врасплох и нанести решающий удар до прихода подкреплений, погрузило ночью значительную часть своей конницы на суда и отправило их к Афинам. Греческому командованию стало известно об этом (через разведчиков и дезертировавших из персидской армии греков-ионийцев) и оно 12 сентября 490 года до н. э. начало сражение в неблагоприятный для персов момент. В результате персидская конница, особенно опасная для греков, не приняла участие в битве. Учитывая численное превосходство персов, Мильтиад построил греческую армию таким образом, что значительно усилил фланги за счёт центра. Греческая фаланга начала свою атаку бегом, чтобы быстрее преодолеть пространство, обстреливаемое персидскими лучниками, и набрать силу для удара. Удар фаланги был страшен, первые ряды персидского войска были смяты. Однако персы выстояли, и сами в свою очередь начали теснить греков в центре, где у них была самая слабая оборона. Легко прорвавшие греческий центр персы, вообразив, что одержали победу, бросились вглубь к греческому лагерю. Но сомкнувшиеся за ними греки, стоявшие на флангах, стали избивать их, отрезав путь к отступлению. Некоторым персам, бежавшим к побережью, удалось сесть на свои суда, другие погибли по пути в болоте. Афиняне захватили 7 персидских судов и уничтожили их. Остальные суда персы вывели в море.
По данным Геродота, в этой битве погибли 192 афинянина и 6400 персов. Имена павших афинян были перечислены на памятной стеле, но в список не были включены погибшие при Марафоне платейцы и рабы. Что же касается количества павших персов, то оно, очевидно, действительно было подсчитано, так как афиняне дали обет за каждого убитого принести в жертву богине Артемиде козу. Так как они оказались не в состоянии сразу выполнить это обещание, то решили ежегодно приносить в жертву 500 коз.

### Персидский флот уходит обратно
Уцелевшая часть персов на кораблях двинулась на юг, вокруг мыса Суний, рассчитывая на помощь своих сторонников в Афинах и на отсутствие афинской армии. Однако афиняне, совершив погребение павших, спешно двинулись в Афины. Персидский флот, войдя в гавань Фалер и убедившись, что Афины взять врасплох не удастся, ушёл обратно.

## Дарий и покорённые народы
Как мудрый, справедливый правитель и лучший из восточных деспотов, Дарий пользовался уважением даже своих врагов. Эсхил, участвовавший в Марафонском сражении, очень тепло отзывается в своих «Персах» об этом царе, виновнике стольких бедствий для греков. Евреи также сохранили о нём благодарное воспоминание: во 2-й год царствования он разрешил возобновить работы по построению 2-го Иерусалимского храма (согласно книге Ездры), а в 6-й год храм был освящён. По Диодору, египтяне уважали этого царя наравне со своими фараонами-законодателями; даже отдалённые карфагеняне признавали его власть.
Под конец жизни Дарий стал испытывать определённые трудности; так, в 486 году до н. э. восстал Египет. Причиной восстания послужили тяжёлый налоговый гнёт и угон тысячи ремесленников в Иран для сооружения царских дворцов в Сузах и Персеполе.
Согласно Геродоту, Дарий намеревался лично возглавить поход на Египет и Афины, но во время этих сборов среди его сыновей началась великая распря из‑за царского сана, так как по персидскому обычаю перед походом Дарий должен был назначить своего преемника. У Дария ещё до вступления на престол было трое сыновей от первой супруги, дочери Гобрия, а после воцарения — ещё четверо от Атоссы, дочери Кира. Из прежних сыновей старшим был Артобазан, а из родившихся после — Ксеркс. Как старшие сыновья от разных цариц, и тот, и другой притязали на власть. Так, Артобазан утверждал, что он — старший в роде, и что у всех народов власть по обычаю принадлежит старшему. Ксеркс же основывал свои притязания на том, что он — сын Атоссы, дочери Кира, а Кир — освободитель персов. К тому же Артобазан родился до того как Дарий стал царём, а Ксеркс — после воцарения Дария, когда тот был уже владыкой персов.
- Гробница Дария I в скалах Накше-Рустам
- Прорисовка гробницы Дария I 1875 года
- Изображение подвластных народов на гробнице Дария I
- План гробницы Дария I
- Изображение Дария I на его гробнице
- Саркофаги в гробнице Дария I

Дарий умер в октябре/ноябре 486 года до н. э. в возрасте 64 лет, так и не успев усмирить возглавленное Псамметихом IV восстание в Египте. Украшенная многочисленными рельефами гробница Дария находится в скалах Накше-Рустам близ Персеполя. В усыпальнице, в которую ведёт дверь, в громадных нишах расположены три массивных саркофага, в одном из которых покоилось тело Дария, а в двух других — тела членов его семьи. Вход в гробницу образует портик с четырьмя колоннами. Над портиком возвышается скульптурные изображения. Дарий в окружении своих придворных восседает на троне, который держат представители тридцати народов державы, запечатлённые с детальной передачей характерных для них антропологических и этнографических особенностей. Изображения сопровождаются надписями-ярлыками, указывающими на этническую принадлежность всех тридцати представителей.
Согласно Геродоту, правление Дария продолжалось 36 лет. После смерти Дария трон перешёл к Ксерксу, в чём ведущую роль сыграла Атосса, про которую Геродот говорит, что при Дарии она была всемогуща. Ктесий пишет, что Дарий правил 31 год и умер в возрасте 72-х лет от болезни.

## Жены и дети
- неназванная по имени дочь Гобрия — первая жена; от неё у Дария было трое сыновей[112]
  - Артобазан[112] (по Юстину — Ариамен[104]); по Плутарху — брат царя Ариамен, командующий флотом, погиб в Саламинском сражении[113]
  - Ариабигн[114]
  - неназванный сын
- Атосса, дочь Кира Великого[115]; от неё у Дария было четверо сыновей[112]
  - Ксеркс[112]
  - Ахемен, сатрап Египта[114][116][117][118]
  - Гистасп, сатрап Бактрии[119]
  - Масиста[120]
  - Мандана (идентифицируется с Сандакой); Диодор сообщает, что у неё было несколько сыновей и все они погибли в Саламинской битве[121]; Плутарх называет её Сандакой и дополняет, что три её сына от Артаикта были захвачены в плен в ходе этой битвы и принесены в жертву Дионису Кровожадному[122][123]
- Артистона, дочь Кира Великого[115]; в отличие от своей сестры Атоссы (которая до Дария успела побывать женой и Камбиса и Гауматы), Артистона досталась Дарию девственницей; Геродот отмечает, что это была любимая жена Дария
  - Арсам[124]
  - Гобрий[125]
  - Артозостра, жена Мардония[83]
- Пармис, дочь Смердиса[115]
  - Ариомард[126]
- Фратагуна, единственная дочь Артана, брата Дария; от неё у Дария было двое сыновей: оба погибли в сражении в Фермопильском ущелье[127]
  - Аброком[127]
  - Гиперант[127]
- Федима, дочь Отаны[115][128]
  - имя неизвестно
- от неизвестных жён
  - Арсамен[129]
- неназванная жена Артокес
- неназванная жена Даурисес
- неназванная жена Химеас
- Иштин (Ištin)
- Пандушашша (Pandušašša)

| Ахемениды               |                                                        |                    |
| Предшественник: Гаумата | персидский царь ок. 522 — 486 до н. э. (правил 36 лет) | Преемник: Ксеркс I |
| Предшественник: Гаумата | фараон Египта ок. 522 — 486 до н. э.                   | Преемник: Ксеркс I |

## Образ в искусстве
- Дарий стал героем трагедии Александра Сумарокова «Артистона» (1750) с полностью выдуманным сюжетом.
- Судьба Интаферна, одного из семи заговорщиков союзников Дария, отражена в балладе немецкого поэта Штукена и в произведении для чтеца с симфоническим оркестром «Жена Интаферна» по этой балладе.
- Походу Дария против саков в 519 году до н. э. посвящена повесть Явдата Ильясова «Тропа гнева».
- Роман «Атосса» — Нью-Йорк: Издательство имени Чехова, 1952. Николая Ульянова описывает поход Дария Гистаспа в Скифию, в конце VI века до н. э., как прообраз всех последующих великих походов вглубь России.
- Дарий является второстепенным персонажем телесериала Горец.